# Anna Droppová
Anna Droppová-Blahutová (1954) è un'ex sciatrice alpina slovacca che gareggiò per la nazionale cecoslovacca.

## Biografia
Sciatrice polivalente, Anna Droppová entrò nella nazionale cecoslovacca nel 1969 ed esordì in Coppa del Mondo il 3 dicembre 1971 a Sankt Moritz in discesa libera (49ª); nella stagione 1972-1973 in Coppa Europa fu 3ª nella classifica di discesa libera. Il 24 gennaio 1974 ottenne a Badgastein in slalom speciale il suo miglior risultato in Coppa del Mondo (13ª) e ai successivi Mondiali di Sankt Moritz 1974, sua unica presenza iridata, si classificò 30ª nella discesa libera, 24ª nello slalom gigante e non completò lo slalom speciale. In Coppa del Mondo bissò il suo miglior piazzamento il 4 gennaio 1975 a Garmisch-Partenkirchen in slalom speciale (13ª) e prese per l'ultima volta il via il 26 gennaio 1976 a Kranjska Gora nella medesima specialità (24ª); non prese parte a rassegne olimpiche.